# Eschatiai

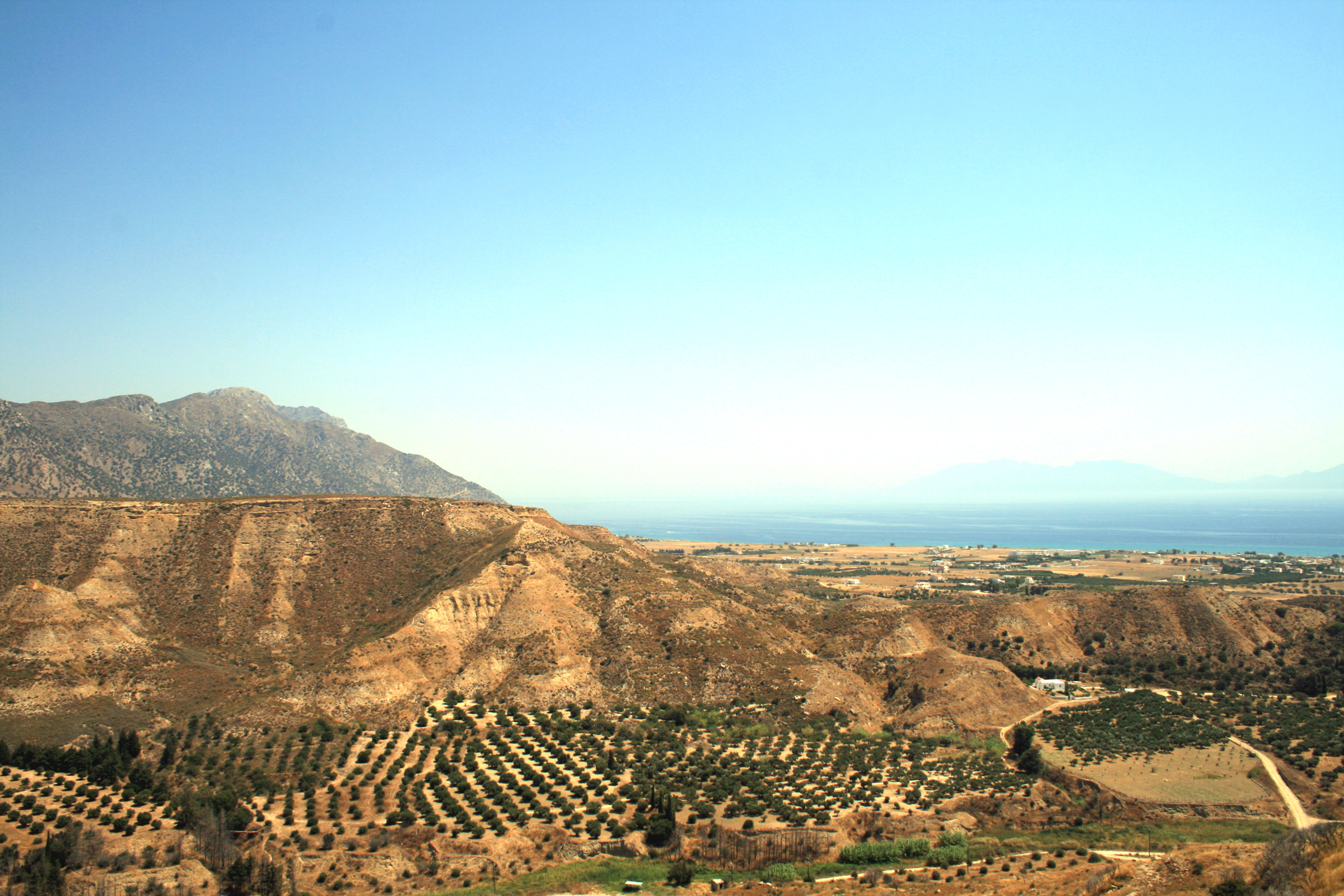
Márgenes montañosos más allá de los cultivos.

Eschatiai significa, en griego antiguo, «confines» o «márgenes» del territorio de la polis griega, a diferencia de la ciudad (asty) y el campo cultivado a su alrededor (chora o jora). 
Los antiguos griegos ya usaban este término desde Homero, para referirse a la tierra en los límites. Es descrito como un espacio salvaje que contrasta con el carácter civilizado del centro de la ciudad. En la mayoría de los casos se corresponde con áreas de montaña o colinas que no se cultivan y que suelen estar destinadas al pastoreo de ovejas o cabras.

En otros casos, puede ser el territorio correspondiente a islas deshabitadas, zonas pantanosas o áreas costeras sujetas a inundaciones. No tiene porqué ser necesariamente un espacio desérticos pues además de los pastores y sus animales, también hay colmenas colocadas allí por los apicultores griegos o productores de carbón, que encuentran allí la materia prima del carbón que producen. 
Esta zona, que separa cada ciudad griega de sus vecinas, al tener los límites poco claros hace frecuentemente  a los escatiai objeto de reivindicaciones y conflictos, especialmente entre los pastores. En un estadio mayor, estos conflictos, a veces, degeneran en enfrentamientos armados a gran escala entre las ciudades.
También las eschatiai son conocidas como zonas no integradas que en algunos casos se utilizan como sedes de cultos lejanos, como puede ser el caso de uno de los límites extremos del Ática, en Braurón, con el culto a Artemisa Brauronia.